# سام كيرستن
سام كيرستن (بالهولندية: Sam Kersten) هو لاعب كرة قدم هولندي في مركز الدفاع، ولد في 30 يناير 1998 في نايميخن في هولندا. لعب مع دين بوستش.

## وصلات خارجية
- سام كيرستن على موقع قاعدة بيانات كرة القدم.إي يو (الإنجليزية)
- سام كيرستن على موقع Soccerway.com (الإنجليزية)
- سام كيرستن على موقع عالم كرة القدم.نت (الإنجليزية)